# Freeek!
Freeek! è un singolo scritto, prodotto ed interpretato dal cantante britannico George Michael ed in seguito inserito nell'album Patience.
Il singolo è stato pubblicato nel marzo 2002, il primo di sei estratti da Patience, benché l'album non sia stato pubblicato fino al 2004.
La canzone raggiunse la vetta di molte classifiche europee, comprese Italia, Spagna, Danimarca e Portogallo.
Il singolo campiona i brani Try Again di Aaliyah, Breath & Stop di Q-Tip ed anche NT di Kool and the Gang.

## Tracce
1. Freeek! – 4:33
2. Freeek! (The Scumfrogs Mix) – 6:41
3. Freeek! (Moogymen Mix) – 8:29

## Classifiche
| Classifica (2002) | Posizione massima |
| ----------------- | ----------------- |
| Australia         | 5                 |
| Austria           | 7                 |
| Belgio (Fiandre)  | 21                |
| Belgio (Vallonia) | 11                |
| Danimarca         | 1                 |
| Europa            | 1                 |
| Finlandia         | 6                 |
| Francia           | 7                 |
| Germania          | 7                 |
| Irlanda           | 14                |
| Italia            | 1                 |
| Norvegia          | 7                 |
| Nuova Zelanda     | 15                |
| Paesi Bassi       | 12                |
| Portogallo        | 1                 |
| Regno Unito       | 7                 |
| Spagna            | 1                 |
| Svezia            | 26                |
| Svizzera          | 2                 |